# Служба авиационной безопасности
Служба авиационной безопасности (САБ) — система органов безопасности аэропортов,аэродромов,воздушных судов и других объектов Гражданской авиации, осуществляющая в пределах своих полномочий решение задач по обеспечению авиационной безопасности Российской Федерации.

## История

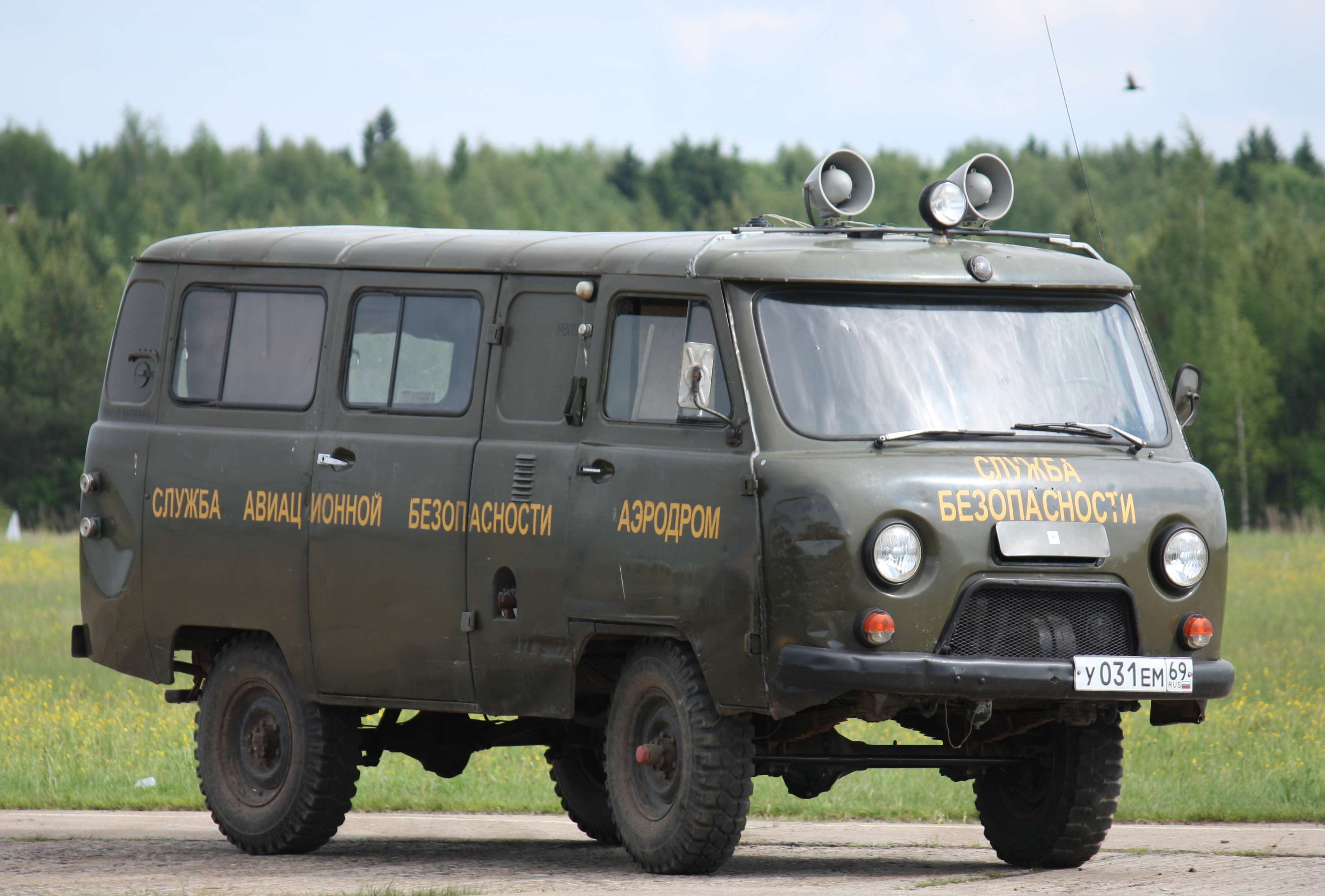
УАЗ-452 службы авиационной безопасности

В 1970-е годы угрозы захватов и угонов воздушных судов стали будоражить мировую общественность. Руководство страны потребовало от своих режимно-охранных органов пресечения актов незаконного вмешательства (АНВ) в деятельность гражданской авиации (ГА), которые всё чаще заканчивались тяжелыми последствиями.
12 июля 1973 года по распоряжению Совмина СССР № 1414-рс в Министерстве гражданской авиации СССР было создано Управление режима, предназначенное для комплексного решения задач по своевременному предупреждению и пресечению возможных попыток угона воздушных судов за границу, совершения других преступных актов против гражданской авиации.
На этом этапе режимного обеспечения безопасности ГА были созданы первые нормативные документы по досмотру пассажиров, а также по предотвращению захватов и угонов воздушных судов за границу. Были усилены меры по охране авиационной техники и особо важных объектов ГА, а также по сохранению государственной и служебной тайны, положено начало созданию отечественной промышленностью технических средств досмотра и их внедрения в эксплуатацию в аэропортах. В 1978 году появились первые образцы отечественных стационарных металлоискателей, а в 1980 — первые рентгено-телевизионные интроскопы.
18 декабря 1983 года была совершена попытка захвата самолёта Ту-134 в Тбилиси (погибло 7 человек) и 8 марта 1988 года осуществлен захват в аэропорту Иркутск семьей Овечкиных самолёта Ту-154 (погибло 9 человек). Меры авиационной безопасности в то время обеспечивала милиция вместе со службами аэропорта.
В 1988 году Правительство СССР дало поручение Министерству ГА СССР реорганизовать систему защиты деятельности ГА от АНВ. В Министерстве ГА Управление режима было переименовано в Управление авиационной безопасности (АБ). Юридическая ответственность за допущенные угоны самолётов и совершенные акты незаконного вмешательства была возложена на гражданскую авиацию. По поручению Совмина СССР Министерству ГА было предложено разработать Государственную Программу защиты деятельности гражданской авиации от актов незаконного вмешательства.
В 1990 году только за полгода, начиная с 9 июня и по 30 декабря, в гражданской авиации СССР было совершено 9 угонов и 23 попытки захвата и угона самолётов. Основной причиной угонов ВС явилась неготовность летного состава к появлению на борту воздушного судна преступника, так как из расписания курсов подготовки и повышения квалификации летного состава были исключены вопросы авиационной безопасности. Директивы Министерства, инструктажи летного состава, возобновление занятий с пилотами и бортпроводниками помогли дать результат. Угоны прекратились, а попытки захватов воздушных судов не приносили успеха преступникам. Многие экипажи воздушных судов были награждены правительственными наградами за проявленное мужество при защите пассажиров и воздушных судов от террористов.
В 1991 году, в связи с ликвидацией Министерства ГА СССР, во вновь образуемом Министерстве транспорта РФ был создан Департамент воздушного транспорта, в составе которого имелся Отдел Авиационной Безопасности.
В 1991—1993 годы, в связи с проходящими реформами нормативная база быстро устаревала. Практической опорой оставались только документы ИКАО. В этот период приоритетным являлось нормативно-правовое обеспечение, создание полного пакета необходимых документов, регламентирующих деятельность в области АБ. Наиболее значимым из них было Положение «О Федеральной системе обеспечения защиты деятельности ГА от актов незаконного вмешательства», утвержденное постановлением Правительства Российской Федерации. По существу — это государственная программа, но только не подкрепленная разделами финансирования мероприятий по обеспечению АБ. Требования этого документа послужили основой для разработки и ввода в действие: «Руководства по досмотру членов экипажей, обслуживающего персонала, пассажиров, ручной клади и багажа, грузов, бортзапасов», «Положения о пропускном и внутриобъектовом режиме в аэропортах, авиапредприятиях, организациях и учреждениях гражданской авиации», «Типового положения о службе авиационной безопасности аэропорта» и «Типового положения о службе авиационной безопасности эксплуатантов и организаций ГА», «Памятки экипажу воздушного судна по действиям в чрезвычайной обстановке», межведомственных соглашений по взаимодействию и пресечению АНВ, различных инструкций и положений.
В аэропортах в 1994—1997 годы были проведены организационно-технические мероприятия — созданы службы авиационной безопасности.
В марте 1997 года был принят Воздушном кодексе РФ, в котором впервые появилась глава «Авиационная безопасность», раскрывающая вопросы деятельности служб АБ. В текущем, 2007 году, принят Федеральный закон «О транспортной безопасности», который ставит задачи и регламентирует деятельность по защите от актов незаконного вмешательства инфраструктуры и транспортных средств всего транспортного комплекса России.
Для реализации положений и требований Воздушного кодекса РФ и Федеральной системы обеспечения защиты деятельности ГА от АНВ в гражданской авиации в 1998 году была введена в действие система обязательной сертификации деятельности юридических лиц по обеспечению авиационной безопасности (утверждено «Положение по процедурам сертификации авиационной безопасности»), распространяющаяся на аэропорты, авиакомпании и другие организации ГА. В настоящее время создана и набирает темпы развития система лицензирования деятельности в области АБ.
В связи с чередой структурных реформ 1997—2004 годов и наращиванием задач Отдел АБ преобразовался в Управление транспортной безопасности Ространснадзора, на который совместно с отделами АБ территориальных органов Госавианадзора была возложена функция по государственному контролю и надзору за полнотой соблюдения законодательства в области авиационной и транспортной безопасности, защиты транспортного комплекса от актов незаконного вмешательства и угроз совершения террористических актов.
В феврале 2007 года был принят Федеральный закон «О транспортной безопасности» № 16-ФЗ от 09.02.2007 г.
В июне 2008 года Комиссия ИКАО проводила плановую проверку соответствия мер авиационной безопасности в России международным Стандартам в области АБ.

## Подготовка специалистов и требования к работникам САБ
Подготовкой и переподготовкой работников Службы авиационной безопасности занимаются учебные центры по авиационной и транспортной безопасности при крупных аэропортах (Шереметьево,Домодедово), а также в высших и средних авиационных учебных заведениях (например, УИ ГА).Подготовку и переподготовку прошли тысячи специалистов. Данному вопросу отводится главенствующая роль, наравне с вопросами технического переоснащения служб.
Работники САБ, занимающиеся непосредственно обеспечением авиационной безопасностью должны соответствовать определённым требованиям. Так согласно статье 10 Федерального закона «О транспортной безопасности» от 09.02.2007 № 16-ФЗ работниками службы авиационной безопасности не могут быть лица:
- имеющие непогашенную или неснятую судимость за совершение умышленного преступления;
- страдающие психическими заболеваниями, алкоголизмом, наркоманией, токсикоманией;
- уволенные с государственной службы, в том числе из правоохранительных органов, органов прокуратуры или судебных органов в связи с совершением дисциплинарного проступка, грубым или систематическим нарушением дисциплины, совершением проступка, порочащего честь государственного служащего, утратой доверия к нему;
- в отношении которых по результатам проверки, проведённой в соответствии с Федеральным законом «О полиции», имеется заключение органов внутренних дел о невозможности допуска к выполнению работ, непосредственно связанных с обеспечением транспортной безопасности;
- внесённые в перечень организаций и физических лиц, в отношении которых имеются сведения об их причастности к экстремистской деятельности или терроризму;
- подвергнутые административному наказанию за потребление наркотических средств или психотропных веществ без назначения врача либо новых потенциально опасных психоактивных веществ, до окончания срока, в течение которого лицо считается подвергнутым административному наказанию;
- имеющие медицинские противопоказания к выполнению работ, непосредственно связанных с обеспечением транспортной безопасности, в соответствии с медицинским заключением, выданным в установленном порядке;
- не прошедшие в порядке, установленном Федеральным законом, подготовку и аттестацию сил обеспечения транспортной безопасности;
- сообщившие заведомо ложные сведения о себе при приёме на работу, непосредственно связанную с обеспечением транспортной безопасности.

Работники подразделений авиационной безопасности обязаны ежегодно проходить профилактические медицинские осмотры, включающие в себя химико-токсикологические исследования наличия в организме человека наркотических средств, психотропных веществ и их метаболитов, а также периодические проверки на пригодность к действиям в условиях, связанных с применением специальных средств.

## Официальное толкование
Правовые акты РФ
Статья 83 Воздушного кодекса РФ от 19.03.1997 № 60-ФЗ.
Федеральный закон"О транспортной безопасности" от 09.02.2007 № 16-ФЗ
Приказ Минтранса РФ от 25.08.2015 № 264 
Постановление Правительства РФ от 28 июля 2018 г. № 886